# Gmina Helsingør
Gmina Helsingør (duń. Helsingør Kommune) – jedna z  gmin w Danii w regionie stołecznym (do 2007 r. w okręgu Frederiksborg Amt). Siedzibą władz gminy jest Helsingør. 
Gmina Helsingør została utworzona 1 kwietnia 1970 na mocy reformy podziału administracyjnego Danii. Kolejna reforma w 2007 potwierdziła status gminy.

## Dane liczbowe
- Liczba ludności: (♀ 29 962 + ♂ 31 333) = 61 295
  - wiek 0-6: 8,8%
  - wiek 7-16: 13,0%
  - wiek 17-66: 64,4%
  - wiek 67+: 13,7%
- zagęszczenie ludności: 506,6 osób/km² (2004)
- bezrobocie: 4,8% osób w wieku 17-66 lat
- cudzoziemcy z UE, Skandynawii i USA: 234 na 10 000 osób
- cudzoziemcy z krajów Trzeciego Świata: 349 na 10 000 osób
- liczba szkół podstawowych: 17 (liczba klas: 342)